# Львівське товариство в Києві

Львівське товариство в Києві — об'єднання вихідців з Львівщини, які перебувають у місті Києві, громадська організація.
Мета товариства — сприяння економічному, культурному та духовному піднесенню України та Львівського регіону, об'єднанню можливостей та інтересів членів товариства для їх вільного інтелектуального та творчого розвитку.
Членами товариства можуть бути не тільки вихідці з Львівщини, але й особи, котрі «за духом» чуються львів'янами. У складі товариства понад 1000 осіб.
Структуру товариства складають: опікунська рада (дорадчий орган), правління, виконавча дирекція, об'єднання (клуби) за інтересами.
Офіційно Товариство зареєстроване 11 листопада 1999 року.
Товариство має статус неприбуткової організації.

## Ключові особи
Керівними органами товариства є опікунська рада, правління та фінансово-ревізійна комісія.
На загальних зборах Товариства 18.05.2016 обрані:
- Кубів Степан Іванович, перший Віце-прем'єр-міністр України — співголовою опікунської ради;
- Шлапак Олександр Віталійович, віце-президент Асоціації платників податків України — співголовою опікунської ради;
- Смовженко Тамара Степанівна, ректор Університету банківської справи — головою правління.

До складу правління татож обрані:
- Гірченко Тетяна — заступник голови правління з організаційних питань та зв'язків з діаспорою, координатор Дитячої програми;
- Когут Оксана — заступник голови правління з культурно-просвітницької роботи;
- Лин Ярослав — заступник голови правління з комунікацій, координатор Молодіжної програми та проекту «Lviv Community Card»;
- Дерев'янчук  Геннадій — відповідальний за співпрацю з Асоціацією земляцтв областей України та Київською міською радою;
- Мартин Петро — відповідальний співпрацю з підприємцями та координацію спортивно-масової роботи;
- Притула Тарас — відповідальний за співпрацю з народними депутатами  України — вихідцями з Львівщини;
- Сидорович  Ярослав — відповідальний за співпрацю з Адміністрацією Президента України та Кабінетом міністрів України;
- Юрків Надія — відповідальна за співпрацю з органами влади та місцевого самоврядування м. Львова та Львівщини.

## Історія
Вперше ідею згуртування київських львів'ян було задекларовано на зустрічі вихідців зі Львівщини в готелі «Київ» 17 грудня 1998 року.
Друга велелюдна зустріч відбулась у травні 1999 року на пароплаві «Маршал Кошовий»: обговорено й затверджено Статут та Декларацію Товариства.
Опікунська Рада обрана у травні 1999 у складі — Білас Іван, Гладій Михайло, Ковалко Михайло, Куйбіда Василь, Кулик Зіновій, Саврига Степан, Самойленко Іван, Станік Сюзанна, Стецьків Тарас, Ступка Богдан, Пинзеник Віктор, Юхновський Ігор.
Перше Правління Товариства обране у травні 1999 у складі: Голова правління — Іван Васюник, члени Правління — Бочковська Світлана, Гринів Ігор, Гринів Олесь, Землянська Віра, Качур Павло, Коліушко Ігор, Кузан Олег, Нанівська Віра, Онишко-Хартцлер Ольга, Тарас Юрій, Тягнибок Олег, Шлапак Олександр.
З 1 грудня 1999 року Правління затвердило Виконавчим директором Товариства Дерев'янчука Геннадія.

## Діяльність
- Щорічний Формальний бал на Меланки в Українському домі.[1]
- Видання довідників «Львів'яни у Києві».
- Організація толок у Пирогові, зустрічей членів товариства з цікавими людьми, екскурсій для членів товариства.
- Обмін інформацією між членами товариства шляхом електронної розсилки.
- Сприяння працевлаштуванню земляків, пошуку україномовних нянь.
- Сприяння організації презентацій, виставок, концертів львів'ян у Києві.

## Молодіжний клуб Львівського товариства в Києві
Молодіжний клуб Львівського товариства в Києві створений у 2000 р. Серед його традиційних заходів були забава на запусти, Андріївські вечорниці, святкування Дня закоханих, гуцульське весілля в музеї в Пирогові, виставка художніх робіт спільно з Львівською національною академією мистецтв і прогулянка по Дніпру.
На початку 2011 р. діяльність Молодіжного клубу значно активізувалась, зокрема в чотирьох напрямах:
- тематичний;
- культурно-просвітницький;
- зовнішня діяльність;
- інформаційний.

Склад Ради Молодіжного клубу:
- Лин Ярослав;
- Ліхтер Мар'яна;
- Телішевський Ігор; [Архівовано 7 квітня 2019 у Wayback Machine.]
- Турчин Леся.

Реалізовані Радою молодіжного клубу Львівського товариства такі заходи:
- поїздка містами козацької слави за маршрутом Чигирин — Суботів — Холодний Яр;
- координаційна зустріч з представниками молоді інших земляцтв та молодіжних організацій;
- поїздка на Сорочинський ярмарок;
- «Посиденьки на запусти», відео заходу;
- благодійний проект до Дня Св. Миколая «Подаруй дитині радість»;
- проект «Посиденьки за кавою»: зустріч з В.Шклярем; зустріч з Б. Бенюком; зустріч з О.Ступкою.

Розроблено та реалізовуються проекти «Lviv's Community Card», «Свій до свого по своє», «База вакансій та стажувань для молоді».